# Pratt & Whitney JT3C
Il Pratt & Whitney JT3C, denominazione militare J57, era un turbogetto dotato di postbruciatore prodotto dall'azienda statunitense Pratt & Whitney dagli anni cinquanta.
Evoluzione del turboelica T45, Il JT3 venne progettato e prodotto per equipaggiare l'XB-52, prototipo del futuro bombardiere strategico B-52 Stratofortress, dall'omonima ditta statunitense Pratt & Whitney. Capace di fornire una spinta di 45 KN, fu il primo motore turbogetto con prestazioni così elevate per l'epoca.

## Sviluppo

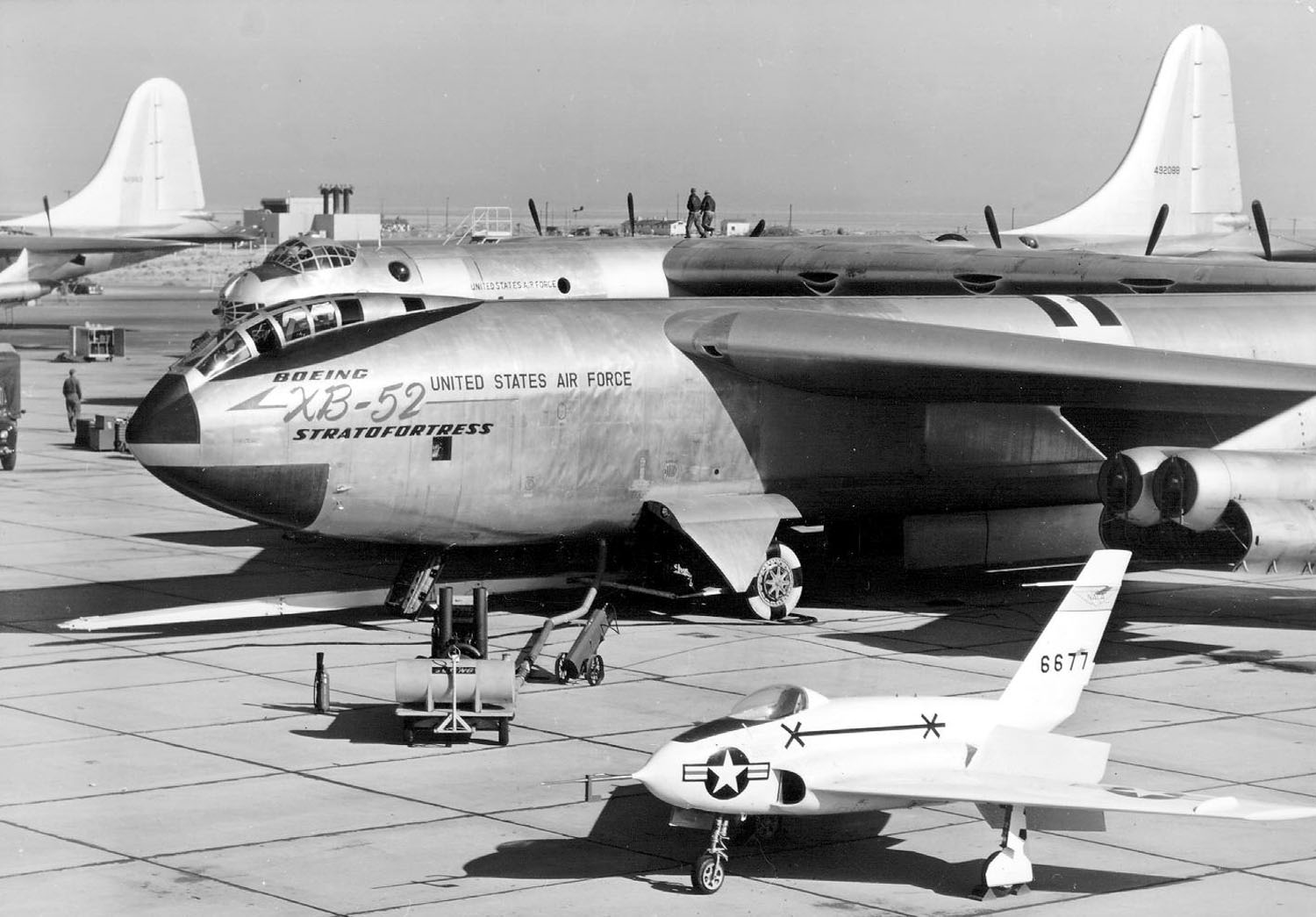
Immagine del XB-52 a terra

Già durante la seconda guerra mondiale la Pratt & Whitney aveva condotto degli esperimenti sui motori a getto, senza però essere in grado di riuscire a sviluppare un motore jet capace di essere utilizzato in modo affidabile su un velivolo, costringendo di fatto la ditta statunitense a ricorrere all'acquisizione dei diritti di produzione su licenza dall'azienda britannica Rolls-Royce Ltd. A partire dal 1946 la Pratt & Whitney iniziò quindi ad investire nuovi fondi nello sviluppo di un motore jet di seconda generazione, che avrebbe dovuto vantare una spinta non inferiore ai 44,5 kN, doppia rispetto ai motori General Electric J33 e Westinghouse J34 in produzione all'epoca.
A partire dal marzo del 1947 si iniziarono i primi lavori di progettazione con lo sviluppo di un primo motore noto con la sigla JT3. Fu quindi sviluppato un motore turboelica, il T45, che fece da base per lo sviluppo del JT3, del quale si riutilizzarono i due alberi coassiali. Questo primo progetto che prevedeva un basso rapporto di compressione sul
primo albero e un rapporto di compressione maggiore sul secondo, fu la base del successo di questo progettò che sfociò nello sviluppo dei motori turboventola.
Il 21 ottobre 1948 il nuovo motore JT3 fu quindi proposto ai vertici dell'USAF per il progetto del B-52, andando a sostituire i turboelica T45 che avrebbero dovuto essere impiegati sul nuovo velivolo. Per un breve periodo fu preso in considerazione anche il nuovo motore J40 sempre sviluppato e prodotto dalla Pratt & Whitney, che però fu poi scartato nel giugno del 1949 a favore del primo progetto. Sempre nel giugno dello stesso anno l'USAF ordinò la costruzione di due prototipi del nuovo motore, al quale venne data al denominazione militare J57, denominati dall'azienda XJ57-P-1 e JT3-10A. Nell'agosto del 1949 la Pratt & Whitney aveva messo a punto una versione migliorata del J57 ed il 6 dicembre 1949 l'USAF ordinò la costruzione di un primo lotto sperimentale di 18 motori YJ57-P-3.
Per tutto il 1950 continuarono i test a terra e l'8 marzo 1951 il primo motore J57 venne testato in volo a bordo del bombardiere/ricognitore ad elica Boeing B-50. Il 15 aprile 1952 otto motori J57 fecero decollare per il suo primo distacco da terra l'XB-52, seguito il 18 aprile anche dal prototipo Convair YB-60 concorrente del Boeing nel ruolo di bombardiere strategico.
Successivamente la Pratt & Whitney propose uno sviluppo del J57 dotandolo di postbruciatore, incrementandone la spinta fino a 87,2 kN.
Complessivamente tra il 1951 ed il 1965 furono prodotti più di 21 170 motori del tipo JT3/J57, alcuni dei quali rimangono tuttora in servizio operativo.

## Utilizzazioni particolari

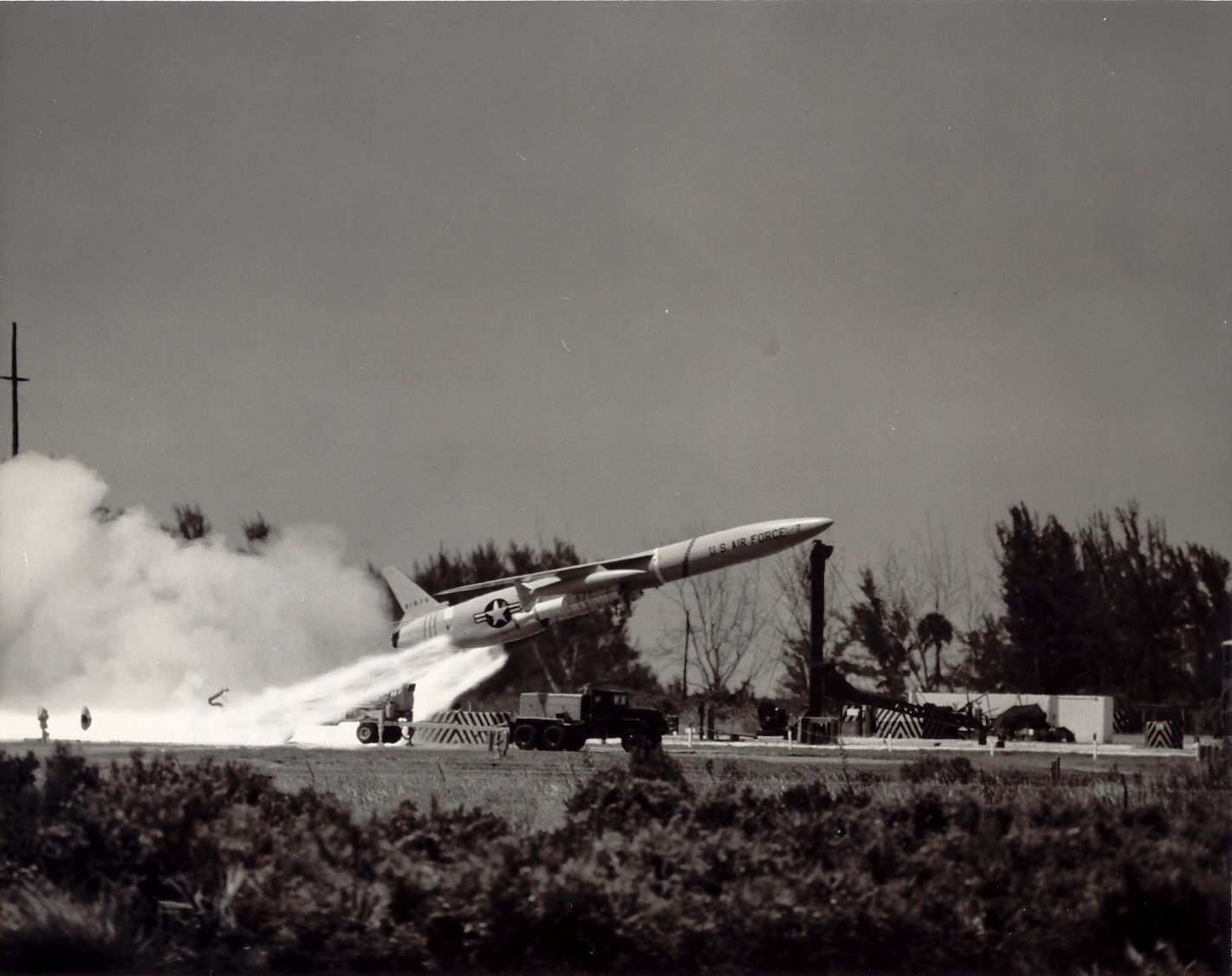
L'SM-62 Snark in fase di decollo sulla rampa di lancio

Nel 1958 la Northrop sviluppò un programma che prevedeva l'utilizzo di un bombardiere strategico senza pilota. L'SM-62 Snark che ne scaturì era un missile a lungo raggio che prevedeva il distacco dell'ordigno trasportato sull'ogiva una volta raggiunto l'obbiettivo. La propulsione era affidata ad un J57 coadiuvato da razzi supplementari utilizzati solo per il decollo.

## Velivoli utilizzatori

### Militari
Stati Uniti
- Boeing B-52 Stratofortress
- Boeing C-135A Stratolifter
- Boeing KC-135A Stratotanker
- Convair YB-60
- Convair F-102 Delta Dagger
- Douglas A-3 Skywarrior
- Douglas F4D Skyray
- Douglas F5D Skylancer
- Lockheed U-2
- Martin B-57 Canberra
- McDonnell F-101 Voodoo
- North American F-100 Super Sabre
- Vought F-8 Crusader

### Civili
Stati Uniti
- Boeing C-137 Stratoliner
- Boeing 707-120
- Boeing 720
- McDonnell Douglas DC-8-10

## Missili
Stati Uniti
- SM-62 Snark